# Ponte San Michele
Il ponte San Michele, noto anche come ponte di Paderno, ponte di Calusco o ponte Röthlisberger, è un ponte ad arco in ferro, a traffico misto ferroviario-stradale, che collega i paesi di Paderno d'Adda e Calusco d'Adda attraversando una gola del fiume Adda.
Riconosciuto come un capolavoro ingegneristico e uno dei simboli dell'archeologia industriale italiana, nel 2017 il ponte è stato candidato per essere inserito nella lista UNESCO dei patrimoni dell'umanità, candidatura poi ritirata in seguito alla decisione di costruire un nuovo ponte nelle vicinanze.

## Tecnica e struttura

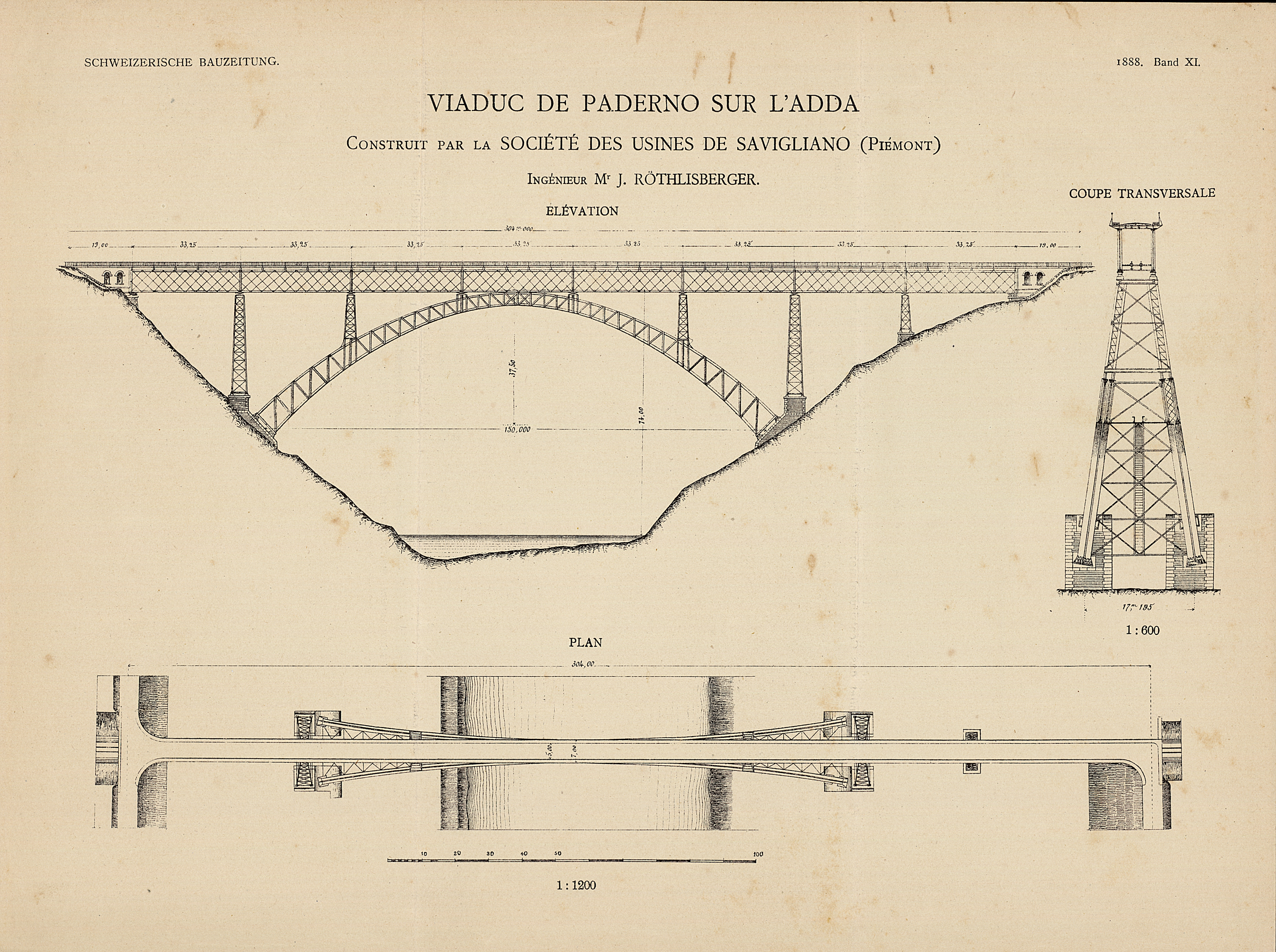
Progetto del ponte

Il ponte venne progettato dall'ingegnere svizzero Jules Röthlisberger (1851-1911), direttore dell'ufficio tecnico della Società Nazionale Officine di Savigliano, che si fece carico della costruzione; è lungo 266 metri e si eleva a 85 metri al di sopra del livello del fiume Adda. Fu tra i primi esempi di costruzione che sfruttò i principi della teoria dell’ellisse di elasticità e fu pertanto successivamente reso oggetto di studi, analogamente ad altri grandi ponti metallici eretti negli stessi anni, come il ponte Maria Pia di Porto e il viadotto di Garabit, entrambi progettati da Gustave Eiffel, ideatore anche della famosa torre di Parigi che porta il suo nome; Röthlisberger, nel 1909, realizzerà anche il progetto del Ponte della Becca, sulla confluenza tra il Ticino e il Po (provincia di Pavia), che rimane la seconda struttura in ferro più estesa al mondo, alle spalle proprio della Torre Eiffel. Esso è formato da un'unica campata in travi di ferro da 150 metri di corda, che sostiene tramite 7 piloni ferrei un'impalcatura a due livelli di percorribilità (uno ferroviario e l'altro carrabile, con un dislivello di 6,3 metri tra le due sedi). La sede stradale è larga cinque metri ed è a singola corsia, con due passaggi pedonali sui lati. Nel livello inferiore del ponte transita la linea ferroviaria Seregno-Bergamo, mentre sul livello superiore passa la strada carrabile che collega la provincia di Lecco a quella di Bergamo.
La campata è costituita da due archi parabolici simmetrici e affiancati, leggermente inclinati tra loro e a sezione variabile (più snella verso la cima). La scelta di un ponte a singola campata, senza appoggi intermedi a terra, fu dettata sia dalla particolare forma della gola da scavalcare, molto stretta e profonda, sia dalla volontà di non intralciare la navigazione sul corso d'acqua. Gli archi si appoggiano a opere cementizie e murarie costruite a metà delle pareti della scarpate contrapposte che discendono verso il fiume. I plinti e i contrafforti di sostegno sono costituiti da oltre 5.000 metri cubi di pietra di Moltrasio e 1.200 metri cubi di granito di Baveno.
La struttura è interamente chiodata e del tutto priva di saldature; all'epoca della costruzione del ponte, per saldare erano necessari impianti ingombranti e poco pratici, inadatti a essere utilizzati nei manufatti in opera, soprattutto se di dimensioni così rilevanti e in posizioni così poco agevoli. Le macchine portatili per la saldatura (soprattutto quelle a elettrodi) avrebbero cominciato a diffondersi pochi anni dopo e si sarebbero affermate solo con la prima guerra mondiale.
Nonostante tali limiti tecnici, il ponte risultò un'opera di ingegneria imponente: per unire e reggere le oltre 2.500 tonnellate della complessa struttura a maglie triangolari degli archi, dei piloni e dei due livelli percorribili furono impiegati 100.000 chiodi ribattuti. Il doppio arco da solo pesa oltre 1.320 tonnellate, mentre la travata principale raggiunge le 950 tonnellate.
Per le sue peculiarità tecniche il ponte è considerato un capolavoro di archeologia industriale italiana, nonché una delle più notevoli strutture realizzate dall'ingegneria ottocentesca. Esso si trova inoltre a poca distanza da altri due importanti siti di archeologia industriale, ovvero le centrali idroelettriche Esterle e Bertini. La rilevanza del ponte San Michele, dal punto di vista storico, è paragonabile a quella della già citata Torre Eiffel, costruita esattamente nello stesso periodo storico e con tecnologie analoghe: entrambe le strutture, in tale periodo, divennero il simbolo del trionfo industriale per i rispettivi paesi. All'epoca della sua costruzione il ponte San Michele era infatti il più grande ponte ad arco al mondo per dimensioni e il quinto in totale per ampiezza di luce.

## Storia

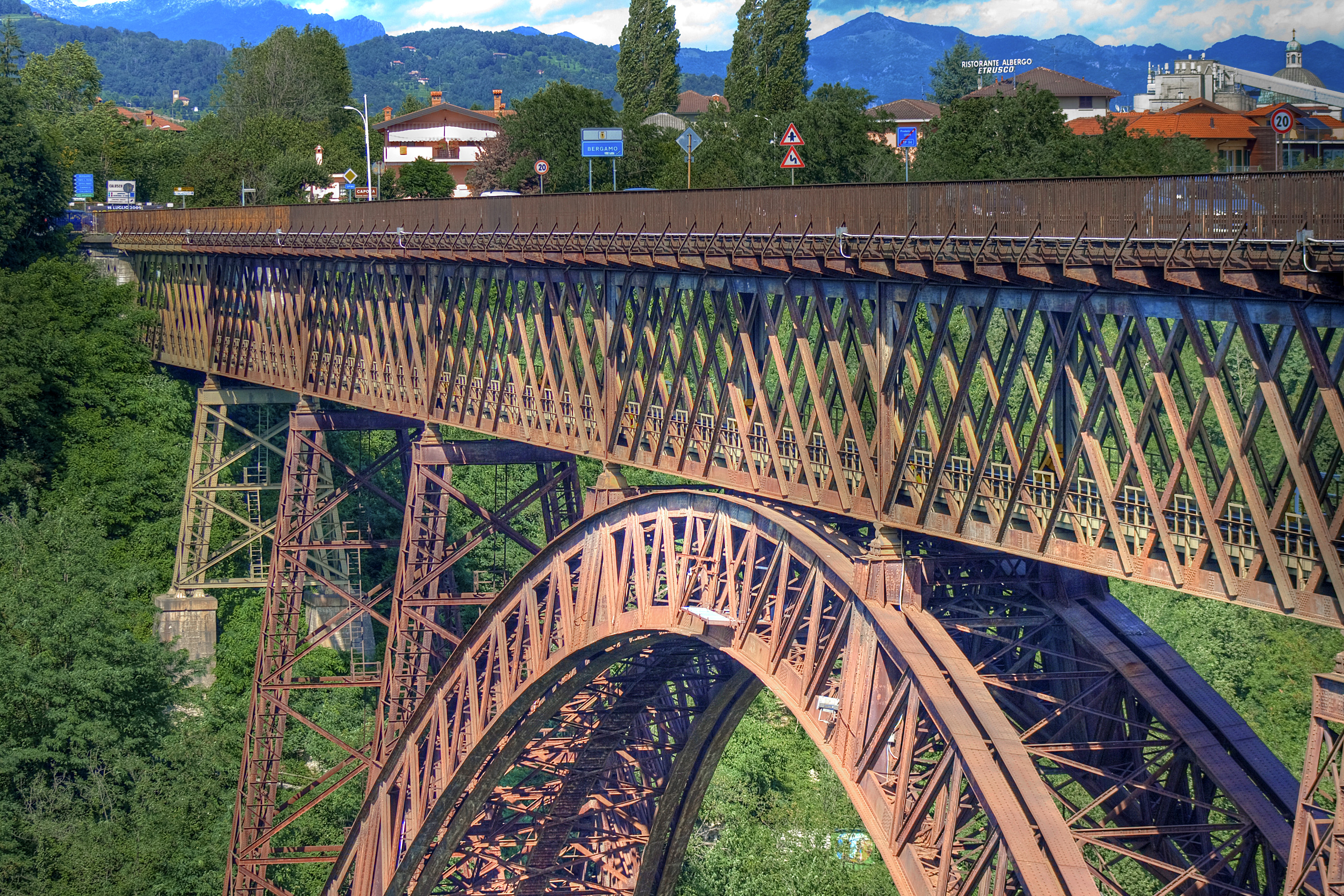
Vista del ponte, che mette in evidenza i due piani sovrapposti: quello inferiore per i treni, quello superiore con la strada carrabile.

Il ponte venne costruito tra il 1887 e il 1889 per farvi transitare uno dei pochi collegamenti ferroviari tra le due rive del fiume Adda.
Dopo l'Unità d'Italia il neonato regno iniziò l'opera di raccordo e unificazione delle diverse tratte ferroviarie gestite da diverse società private. Le varie reti erano principalmente su scala locale, assai poco omogenee tra loro per mezzi e materiali e spesso nemmeno adeguatamente collegate.
Milano aveva già visto le prime ferrovie nell'agosto del 1840, quando venne aperto il collegamento con Monza: la presenza dell'Adda separava la città dalle emergenti aree industriali che gravitavano intorno a Bergamo e Brescia (quest'ultima particolarmente strategica per via della produzione militare).
Lungo l'Adda stesso si trovavano numerosi impianti principalmente di tipo tessile e le vie di comunicazione esistenti ormai cominciavano a diventare sempre più insufficienti alle necessità dell'industrializzazione.
Da questo scenario derivò dunque la decisione di costruire un raccordo ferroviario tra Carnate-Usmate e Ponte San Pietro, in modo da collegare efficientemente i poli produttivi dell'area dell'Adda.
Il primo progetto venne affidato alla Società per le Strade Ferrate Meridionali, che aveva in carico la costruzione del tracciato ferroviario: il progetto prevedeva inizialmente un ponte a più piloni, con travatura in ferro ma a struttura rettilinea. Questo ponte sarebbe dovuto essere dotato di due piani di percorrenza, il superiore per la ferrovia e quello inferiore per la strada.
La Società Nazionale Officine di Savigliano (SNOS) chiese di poter partecipare con un proprio progetto all'assegnazione del lavoro e ne ottenne facoltà presentando nel marzo 1886 una raccolta di dodici tavole tecniche. La SNOS aveva già realizzato alcuni ponti in ferro, tra cui quello sul Po a Casale Monferrato e quello di Asti sul Tanaro, e anche il ponte stradale di Trezzo sull'Adda, il quale fu sostituito nel 1953 da una nuova struttura in calcestruzzo armato.
La gara vide quattro progetti partecipanti in tutto e il Consiglio superiore dei lavori pubblici (organo tecnico dell'omonimo Ministero) assegnò l'incarico alla SNOS.
Il 22 gennaio 1887 il commendator Di Lena, Ispettore Generale delle Strade Ferrate, firmò il contratto con la società piemontese, rappresentata dal direttore generale ing. Moreno.
Per la costruzione dell'opera venne concordato un tempo di soli diciotto mesi. Furono apportate piccole modifiche al progetto originale, allungando ed elevando il ponte alle misure attuali (cinque metri in più di corda dell'arco, 42 in più di lunghezza).
L'importo dei lavori venne stabilito in 1.850.000 lire per la costruzione, più 128.717,50 lire per le opere preliminari.
Per la costruzione del ponte vero e proprio venne realizzato un primo ponte di servizio, per il quale furono necessari 1.800 metri cubi di legno di pino importato dalla Baviera. Durante la realizzazione di questa struttura temporanea, che richiese ben 11 mesi per via della complessità del terreno, si iniziarono a costruire i plinti e le fondamenta del ponte San Michele, grazie al continuo afflusso di granito e pietra trasportato lungo l'Adda con le chiatte.
Il ferro (2.515 tonnellate) e la ghisa (110 tonnellate) necessari vennero importati dalle fonderie tedesche e lavorati a Savigliano in modo da ottenere i moduli da assemblare per costruire la struttura, che venivano poi trasportati a Paderno tramite la ferrovia e montati in posizione tramite una funicolare azionata da una potente locomotiva.
La SNOS mise a disposizione del cantiere 470 operai: l'efficace logistica e l'organizzazione permisero di rispettare i tempi promessi, anche se vi furono alcune vittime tra i lavoratori.
La costruzione venne terminata nel marzo 1889; nel maggio dello stesso anno venne effettuato il collaudo, in una giornata di pioggia torrenziale, tramite il transito di un treno molto pesante prima alla velocità di 25 km/h, poi a quella di 35 km/h ed infine, come venne definita nel resoconto de L'Eco di Bergamo, alla velocità vertiginosa di 45 km/h. Il convoglio era composto da 3 locomotive da 83 tonnellate l'una e trenta vagoni, risultando ben più lungo di tutto il ponte, e aveva un peso complessivo di 850 tonnellate. In tale frangente si diffuse una leggenda metropolitana, secondo cui il progettista Röthlisberger si sarebbe suicidato prima del collaudo per timore di un fallimento, dando il via a una serie di continui suicidi (in realtà Röthlisberger non morì affatto suicida nel 1889, ma di polmonite il 25 agosto 1911, nella sua casa di Chaumont-Neuchâtel).
Il 26 maggio 1889, alla presenza dell'arcivescovo di Milano Luigi Nazari di Calabiana e altri membri del clero milanese, viene svolta la cerimonia di benedizione del ponte. Il successivo 30 giugno, a Paderno d'Adda, come da deliberazioni congiunte delle allora Deputazioni Provinciali di Bergamo, Milano e Como, venne celebrata l'inaugurazione del ponte alla presenza delle autorità. Alla cerimonia presenziarono anche diversi ingegneri, tra cui lo stesso Röthlisberger. Il rinfresco si tenne su una collina nei pressi del ponte da cui il sindaco di Robbiate pronunciò il discorso celebrativo, invitando tutti a un simbolico abbraccio corale tra le genti dell’Adda, e il senatore Giuseppe Robecchi rivolse un saluto di omaggio alle centinaia di lavoratori coinvolti nella realizzazione del ponte. Il 1ºluglio 1889 il ponte entra ufficialmente in servizio.
Nel 1890 il ponte fu infine interamente concluso con una nuova verniciatura.
Solo tre anni dopo il primo, il ponte subì un secondo collaudo, per verificare la percorribilità con le locomotive di nuova generazione, più potenti e pesanti.
L'apertura del ponte offrì la possibilità di stabilire comunicazioni rapide e stabili tra le due parti della Lombardia, riducendo i tempi di percorrenza e rendendo di fatto praticabile l'apertura di nuove tratte commerciali tra le zone produttive del Piemonte orientale (Novara e Vercelli) e le industrie dell'est lombardo, soprattutto del bresciano e del bergamasco.
Il ponte venne già all'epoca della sua costruzione ritenuto un capolavoro di tecnica ingegneristica, tanto da essere inserito nell'elenco dei maggiori ponti ad arco del mondo e da venire citato come esempio di splendore dell'ingegneria civile, sia per il progetto ardito che per la perizia della realizzazione.
Durante la seconda guerra mondiale il ponte (sebbene la zona fosse stata interessata da bombardamenti, con la caduta di vari ordigni nella valle dell'Adda) non venne danneggiato seriamente dalle azioni belliche; nel secondo dopoguerra necessitò ugualmente di alcuni lavori di consolidamento, che furono realizzati dal genio militare. Un completo restauro della travatura venne messo in atto nei primi anni cinquanta.
Altri due cospicui interventi di restauro vennero condotti nel 1972 e nel 1992; negli anni ottanta il ponte venne inserito nell'elenco dei beni tutelati dalla Soprintendenza per i Beni Ambientali e Architettonici della Regione Lombardia. Nonostante i lavori fatti, sul ponte si applicarono comunque notevoli limitazioni al traffico sia stradale che ferroviario (vedi sotto).
Nel XX secolo il ponte venne sfruttato per praticarvi il bungee jumping con l'installazione di apposite strutture temporanee, poi rimosse dopo essere state dichiarate non conformi alle normative in vigore.
Nel 1980, in considerazione dell'approssimarsi dei 100 anni di vita che le Ferrovie adottavano come termine
per l'esercizio di un ponte ferroviario e per la sua sostituzione, fu bandito un Concorso Nazionale di
Progettazione, indetto dalla Regione Lombardia con la partecipazione delle Ferrovie dello Stato e delle
province di Bergamo e Como, per la scelta della migliore soluzione per l'attraversamento dell'Adda con un
nuovo ponte.
Il progetto vincitore del Concorso è risultato quello del gruppo guidato da Fabrizio de Miranda, con Guido Canella, Michele Achilli e Antonio Acuto, con la collaborazione di Elena Gnecchi-Ruscone e Mario de Miranda.

Progetto di Fabrizio de Miranda per un nuovo ponte affiancato al ponte storico

Tale progetto prevedeva e prevede un ponte ad arco, e quindi della medesima figura tecnica del ponte
esistente, posto poco a Sud dell’esistente, salvaguardando le stazioni ferroviarie di Paderno e Calusco.
L’arcata sostiene una travata reticolare nella quale é previsto il transito dei treni e al di sopra della quale
sono posizionate le corsie stradali e ciclo pedonali.
Alla scelta della soluzione tecnica e architettonica prescelta e condivisa da Regione, Ferrovie e Provincie
seguì nel 1995, dopo quindici anni di dibattito, la Delibera della Giunta Regionale n.6846 che prevedeva un
ulteriore studio generale con approfondimenti viabilistici e trasportistici e la successiva redazione del
progetto esecutivo da parte dei progettisti vincitori del concorso, come previsto dal Bando. Lo studio
integrativo è stato sviluppato ma il procedimento decisionale non ha avuto continuità ed il processo
progettuale che avrebbe portato alla sostituzione del ponte San Michele entro il suo centenario si è
interrotto.
La spesa prevista, rivalutata nel 2018 a seguito di un aggiornamento del progetto alle nuove normative, era
di 45 Milioni di Euro.

Il 15 settembre 2018, dopo il riscontro di valori anomali e preoccupanti forniti dal sistema di monitoraggio continuo da parte dei tecnici di RFI, il ponte è stato chiuso d'urgenza alla circolazione stradale e ferroviaria. I lavori di manutenzione sono stati stimati essere della durata di due anni. A partire da tale data i treni hanno circolato unicamente tra Milano e Paderno e tra Calusco e Bergamo; tra Paderno e Calusco è stato attivato un collegamento tramite autobus, inizialmente limitato alle due stazioni ai lati del ponte e in seguito esteso fino a Terno d'Isola, che attraversava l'Adda presso il ponte di Brivio. 

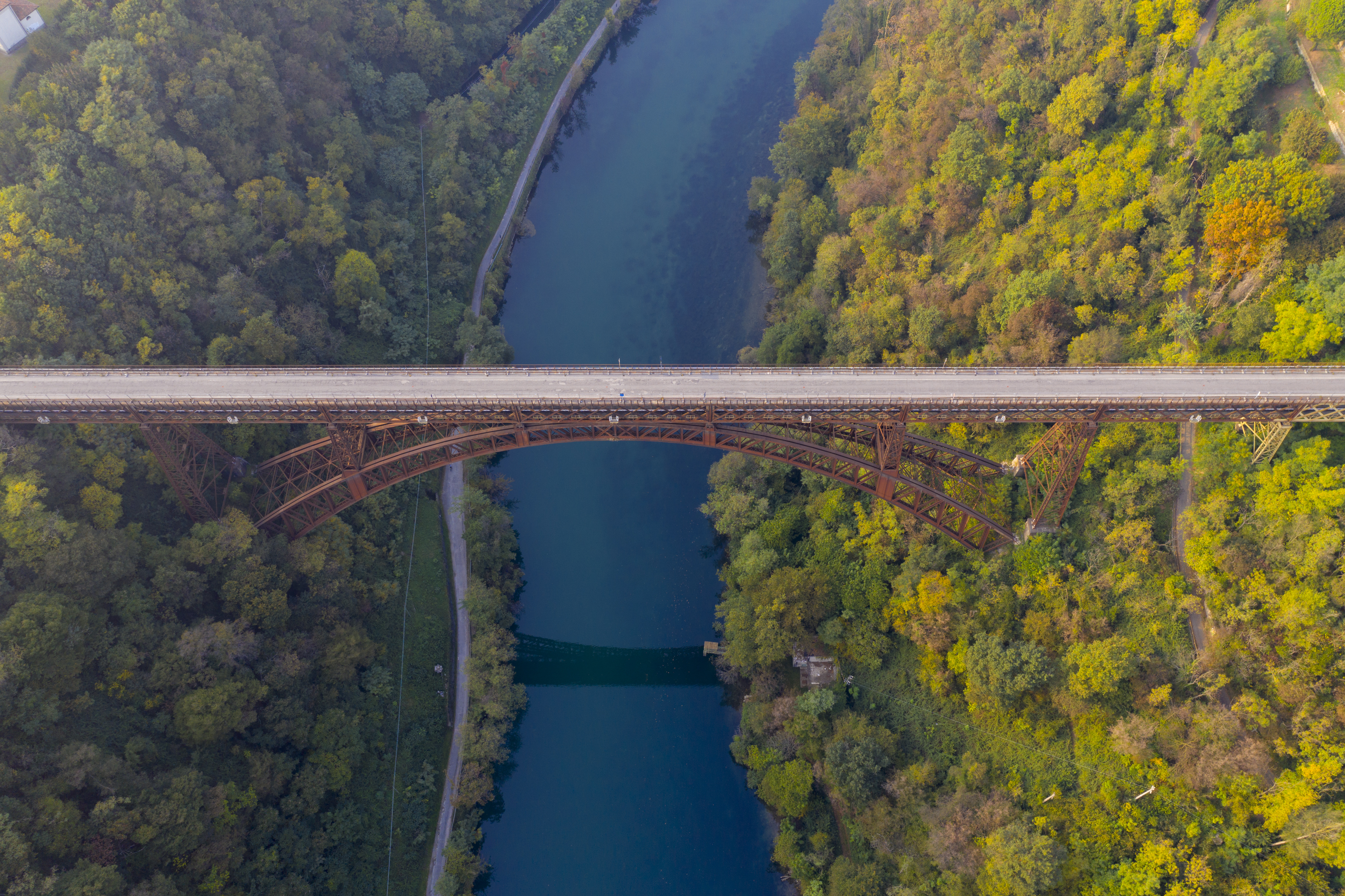
Veduta aerea del Ponte San Michele nell'autunno del 2018, chiuso al traffico prima degli interventi di ristrutturazione.

Il 29 marzo 2019 il ponte è stato riaperto a pedoni e biciclette, in occasione anche dell'apertura dell'autodromo di Monza ai cicli, e sono stati attivati collegamenti mediante autobus navetta tra le estremità del viadotto e le stazioni di Paderno e Calusco, che arrivavano e partivano in coordinazione tra le estremità opposte e consentivano ai viaggiatori di transitare sul ponte a piedi. L'8 novembre 2019 il ponte è stato riaperto anche al traffico veicolare, con l'attivazione di un servizio di autobus che collegava Paderno e Calusco tramite il ponte (venendo quindi effettuato con mezzi di dimensione e capienza ridotta); il servizio automobilistico via Brivio, rimasto invariato, è proseguito fino al successivo 15 dicembre, data in cui è stato soppresso in occasione dell'entrata in vigore del nuovo orario ferroviario invernale, che prevedeva che gli autobus navetta che transitavano sul ponte partissero e arrivassero in coincidenza con i treni.
I lavori di ristrutturazione del ponte sono proseguiti anche dopo l'inizio della pandemia di COVID-19, a seguito della quale è stato deciso di imporre un lockdown sull'intero territorio nazionale italiano dal 9 marzo al 18 maggio 2020, e il 14 settembre dello stesso anno il ponte è stato infine riaperto anche al transito dei treni, esattamente 2 anni dopo la data in cui era stato chiuso; di conseguenza tutti i servizi di autobus sostitutivi sono stati eliminati.

## Manutenzione straordinaria
Il ponte, per via della sua altezza e della conformazione delle barriere, è stato spesso teatro di suicidi, con 15 episodi avvenuti tra il 2004 e il 2005: si è pertanto ipotizzato di migliorare le ringhiere e le protezioni al fine di prevenire tali tragici eventi. Dal 5 dicembre 2014 i passaggi pedonali a lato della sede stradale, usurati e pericolanti, vennero chiusi da reti metalliche e interdetti al passaggio.
Un nuovo intervento di riqualificazione, per una spesa complessiva di 25 milioni di euro, è stato annunciato alla fine del 2015. Esso avrebbe dovuto permettere il transito ferroviario a velocità più elevata, la messa in sicurezza e riapertura dei passaggi pedonali e un'azione di manutenzione globale della struttura. Il 20 giugno 2016, la Regione Lombardia ha stanziato 1,6 milioni di euro, per lavori di ristrutturazione ai fini di miglioramento della viabilità stradale e ferroviaria, che si andranno ad aggiungere a un fondo di 20 milioni di euro stanziati da RFI per la viabilità ferroviaria. Uno degli obiettivi del progetto di ristrutturazione era innalzare il limite massimo di velocità dei treni a 75 km/h, a fronte degli attuali 15 km/h.
La sera del 14 settembre 2018, a seguito di parametri anomali riscontrati dai sensori di stabilità, il ponte fu improvvisamente chiuso a tempo indeterminato a partire dalla mezzanotte, sia per il traffico veicolare che per quello ferroviario. Sono stati quindi avviati importanti lavori di consolidamento e ristrutturazione, che hanno permesso di rendere nuovamente accessibile il ponte dal 29 marzo 2019 al traffico ciclopedonale, dall'8 novembre 2019 al transito dei veicoli a motore ed il 14 settembre 2020 al traffico ferroviario.

## Viabilità

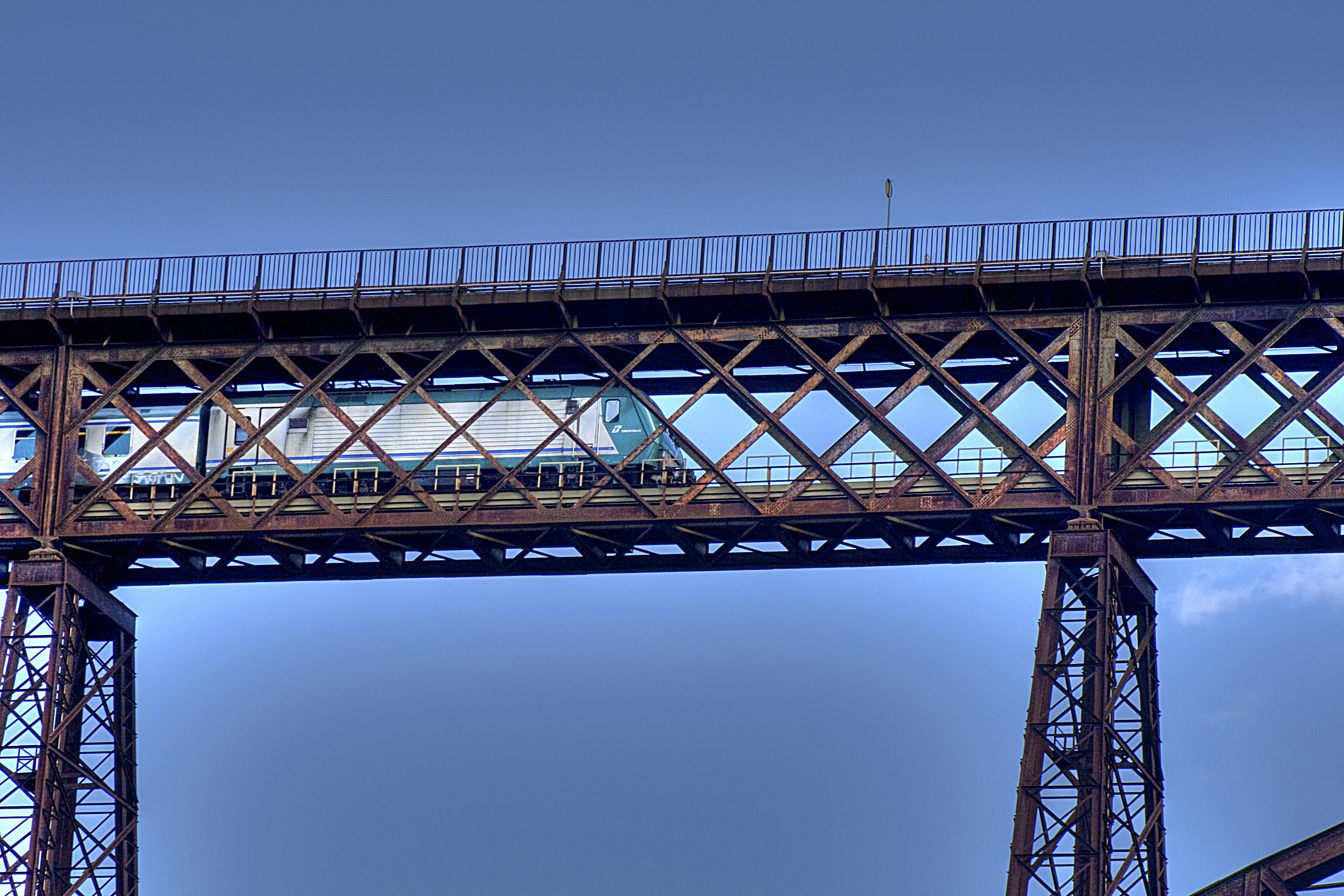
Un treno regionale composto da carrozze a piano ribassato trainate da una locomotiva E.464 percorre il ponte

Il ponte rappresenta da oltre un secolo un nodo viario cruciale per l'attraversamento del fiume Adda e la comunicazione tra le province di Lecco e Bergamo. La sede viaria si raccorda a tre strade, in una configurazione a "Y": sulla parte occidentale vi confluiscono due strade locali del comune di Paderno d'Adda, mentre dalla parte opposta la strada, dopo pochi chilometri, raggiunge l'abitato di Calusco d'Adda.
La carreggiata è a singola corsia, con due camminamenti pedonali laterali, e presenta una strettoia a entrambi gli accessi, realizzata con due paracarri metallici posti ai lati della carreggiata, al fine di limitare la velocità di immissione e la dimensione dei veicoli che passano sul ponte; a seguito dei lavori condotti tra il 2018 e il 2019 è stato operato un ulteriore restringimento. Dai primi anni novanta vige infatti il divieto permanente di transito a tutti i veicoli di massa complessiva superiore ai 35 quintali, i quali, per l'attraversamento dell'Adda, vengono indirizzati sui più capienti ponti di Trezzo sull'Adda e Brivio, oltre che sul ponte dell'arteria autostradale A4 Torino-Trieste.
La parte stradale presenta semafori dotati di telecamere per la rilevazione delle infrazioni a semaforo rosso che regolano il traffico a senso unico alternato a intervalli di diversi minuti, con code che spesso arrivano nei centri abitati; su entrambi i lati vige l'obbligo di spegnere i motori a semaforo rosso. I semafori sono regolati in modo tale da evitare il passaggio contemporaneo di autoveicoli e treni, così da ridurre le sollecitazioni sulla struttura. Prima del 2018 il limite di velocità per gli autoveicoli era di 30 km/h, mentre dal settembre 2019 è stato ridotto a 20 km/h: è attivo un sistema automatico di rilevazione delle infrazioni a tale limite.
La linea ferroviaria del livello inferiore è a binario unico, con scartamento ordinario di 1435 mm ed elettrificata a 3000 V in corrente continua tramite linea aerea di contatto; già da prima del 2018 i treni attraversano il ponte con riduzione di velocità a 15 km/h per via delle caratteristiche della struttura.

## Candidatura a bene dell'umanità
Alla fine del 2017 il ponte è stato candidato per essere inserito nella lista dei patrimoni dell'umanità protetti dall'UNESCO come parte di un bene transnazionale, assieme ad altri quattro ponti ad arco in ferro del XIX secolo. Tale candidatura è stata ufficializzata dal sindaco di Paderno d'Adda in collaborazione con la giunta comunale di Calusco d'Adda, durante un convegno internazionale tenutosi a Solingen, in Germania. Gli altri quattro ponti erano il viadotto di Garabit in Francia, il ponte di Müngsten in Germania e i ponti Maria Pia e Dom Luís I di Porto, in Portogallo.
In data 26 luglio 2024, al termine di un vertice tra enti locali e Ministero delle infrastrutture e dei trasporti, è stato scelto di rinunciare alla candidatura, in quanto incompatibile con la decisione, presa nella stessa circostanza, di costruire un nuovo ponte nella stessa zona.